# 京都府道664号橋木鳥取線
京都府道664号橋木鳥取線（きょうとふどう664ごう はしきとっとりせん）は、京都府京丹後市を通る一般府道である。

## 概要
京丹後市峰山町橋木から京丹後市弥栄町鳥取に至る。丹後あじわいの郷の東側を走り、道幅は狭い。

### 路線データ
- 起点：京丹後市峰山町橋木（橋木交差点、京都府道663号掛津峰山線交点）
- 終点：京丹後市弥栄町鳥取（京都府道53号網野岩滝線交点）
- 総延長：2.3768 km

## 地理

### 通過する自治体
- 京丹後市

### 交差する道路
| 交差する道路            | 交差する場所 | 交差する場所      |
| ----------------------- | ------------ | ----------------- |
| 京都府道663号掛津峰山線 | 峰山町橋木   | 橋木交差点 / 起点 |
| 京都府道53号網野岩滝線  | 弥栄町鳥取   | 終点              |

### 沿線
- 緑城寺
- 太慶寺
- 京都府農業公園丹後あじわいの郷・ゆーらぴあ
- 道の駅丹後王国「食のみやこ」